# Acantharctia latifasciata
Acantharctia latifasciata är en fjärilsart som beskrevs av George Francis Hampson 1909. Acantharctia latifasciata ingår i släktet Acantharctia och familjen björnspinnare. Inga underarter finns listade i Catalogue of Life.